# Курилов, Владимир Иванович
Владимир Иванович Курилов (род. 25 мая 1948) — советский и российский юрист, учёный, преподаватель, общественный деятель, организатор университетского образования и науки. Один из организаторов современной научной и высшей школы юриспруденции на Дальнем Востоке России, заслуженный работник высшей школы Российской Федерации. Доктор юридических наук, профессор.
Ректор Дальневосточного государственного университета (1990—2010), научный руководитель Дальневосточного федерального университета (2017—2018), директор Юридической школы Дальневосточного федерального университета (1995—2018, до 2010 — Юридический институт ДВГУ). Почётный доктор Дальневосточного федерального университета (2018).

## Биография
Родился в селе Троицкое Ханкайского района Приморского края 25 мая 1948 года. Его отец был участником Великой Отечественной войны, а мать работала воспитательницей в детских садах приморских гарнизонов. Перед поступлением в ДВГУ в 1967 году на историко-правовой факультет 2 года работал кочегаром и слесарем.

### Образование
В 1972 году окончил университет по специальности «Юриспруденция».
Защитил диссертацию в 1977 году в Ленинградском государственном университете по теме «Аттестация работников по советскому трудовому праву» на соискание ученой степени кандидата юридических наук, а в 1998 году — докторскую диссертацию в Санкт-Петербургском государственном университете по теме «Личность в системе управления трудом (правовой аспект)».
Свободно владеет английским языком, в начальной степени — испанским и французским.

### Профессиональная карьера
Научно-педагогическая и административная работа в ДВГУ и ДВФУ:
- 1972—1974 — ассистент кафедры трудового права Дальневосточного государственного университета (ДВГУ)
- 1974—1976 — заместитель декана юридического факультета ДВГУ
- 1976—1980 — старший преподаватель кафедры трудового права ДВГУ
- 1980—1982 — доцент кафедры трудового права ДВГУ
- 1982—1990 — секретарь университетского парткома ДВГУ
- 1983—1995 — заведующий кафедрой трудового права ДВГУ
- 1990—2010 — ректор ДВГУ (трижды переизбирался тайным голосованием)
- 1995—2010 — директор юридического института ДВГУ
- 2010—2018 — директор юридической школы Дальневосточного федерального университета (ДВФУ)
- 2010—2012 — проректор по учебной и воспитательной работе ДВФУ
- 2012—2017 — проректор по международным отношениям ДВФУ[1]
- 2017—2018 — научный руководитель ДВФУ[2]

Инициатор создания Дальневосточного федерального университета во Владивостоке на базе Дальневосточного государственного университета. Идея реализована в 2010 году, когда ДВГУ был реорганизован в федеральный университет. В 2011 году к нему присоединены ещё 3 вуза Приморского края (Дальневосточный государственный технический университет, Тихоокеанский государственный экономический университет и Уссурийский государственный педагогический институт).
В 2018 г. присвоено звание почетного доктора Дальневосточного федерального университета.
Избирался в депутаты Законодательного собрания Приморского края. В ноябре 2009 г. В. И. Курилов был включен в список кандидатур, выдвинутых генсоветом всероссийской политической партии «Единая Россия» на должность губернатора Приморского края; член Генерального совета ВПП «Единая Россия». Являлся членом Президиума Дальневосточного отделения РАН. С 2020 года — член Общественного совета Министерства Российской Федерации по развитию Дальнего Востока и Арктики.

### Семья
Жена — Конкордия Александровна Курилова, профессор кафедры китайской филологии ДВФУ, директор Института Конфуция ШРМИ ДВФУ, директор Центра китайского языка ДВФУ. Вырастил трёх дочерей, есть внук и внучка.

## Научно-педагогическая деятельность
Автор более 200 научных трудов в области трудового и международного права, политики, экономики, образования, международных отношений.
Избранные труды:
- Курилов В. И. Личность, труд, право. М., 1989.
- Курилов В. И., Сонин В. В. Флагман юридического образования на Дальнем Востоке России // Известия вузов. Правоведение. 1998. № 2.
- Курилов В. И. и др. Азиатско-Тихоокеанское экономическое сотрудничество: вчера, сегодня, завтра. Владивосток, 2010.
- Курилов В. И. и др. Перспективы сотрудничества России со странами АТР. Владивосток, 2010.
- Курилов В. И. и др. Россия в Азиатско-Тихоокеанском регионе: перспективы интеграции. В 2 т. Владивосток, 2011.
- Курилов В. И. Россия и АТЭС: перспективы сотрудничества // АТР: Экономика, политика, право. 2012. № 2.

## Награды и звания[4]
Государственные
- Орден «За заслуги перед Отечеством» IV степени (2008)
- Орден Почёта (2003)
- Звание «Заслуженный работник высшей школы Российской Федерации» (1997)
- Медаль «300 лет Российскому флоту» (1996)
- Медаль «За заслуги в проведении Всероссийской переписи населения» (2003)

Ведомственные и другие
- Знак «Почётный работник высшего профессионального образования Российской Федерации» (2003)
- Медаль «За взаимодействие» (Прокуратура России) (2008)
- Медаль «За укрепление боевого содружества» (Министерство обороны России) (2001)
- Медаль «Адмирал Горшков» (Минобороны) (2004)
- Медаль «200 лет Министерству обороны» (2002)
- Медаль «За трудовую доблесть» (Минобороны) (2002)
- Звание «Почётный гражданин города Владивостока» (1997)[5]
- Медаль «Лауреат Всероссийского выставочного центра» (2005)

Награды Русской Православной Церкви
- Орден святого равноапостольного великого князя Владимира III степени (2004)
- Орден святого благоверного князя Даниила Московского III степени (2000)

Иностранные
- Орден Дружбы I степени (КНДР) (2007)
- Орден Дружбы (Вьетнам) (2008)
- Медаль «За выдающийся вклад в развитие китайско-российских отношений» (КНР) (2009)
- Почётный гражданин города Тайчжун (Тайвань) (1992)
- Почётный гражданин города Пусан (Республика Корея) (2005)